# Welscheid
Welscheid (franska) (luxemburgiska: Welschent lyssna (fil), tyska: Welscheid) är en ort i kantonen Diekirch i nordöstra Luxemburg. Den ligger i kommunen Bourscheid vid floden Wark, cirka 31 kilometer norr om staden Luxemburg. Orten har 204 invånare (2022).